# Grotte des Moradies
La grotte des Moradies est située sur la commune de Marthon, en Charente, à 8 km au sud-ouest de Montbron et 23 km au sud-est d'Angoulême, dans la vallée du Bandiat.

## Description
La grotte des Moradies est située sur la rive gauche du Bandiat. C'est une grotte labyrinthe creusée par les pertes du Bandiat lors de ses crues.

## Historique
La grotte des Moradies a été fouillée en 1875 par S.Dulignon-Desgranges. Ses notes indiquent la présence du renne.
Sa collection, déposée au musée d'Aquitaine de Bordeaux est datée du Paléolithique supérieur, en particulier du Magdalénien.

## Outils et objets
Sa collection est composée d'objets  lithiques, lames et lamelles retouchées, quelques grattoirs sur lames, des burin dièdres.

## Restes humains
Ce site a livré une molaire inférieure droite légèrement usée qui peut être attribuée au Magdalénien.